# Buque hidrográfico

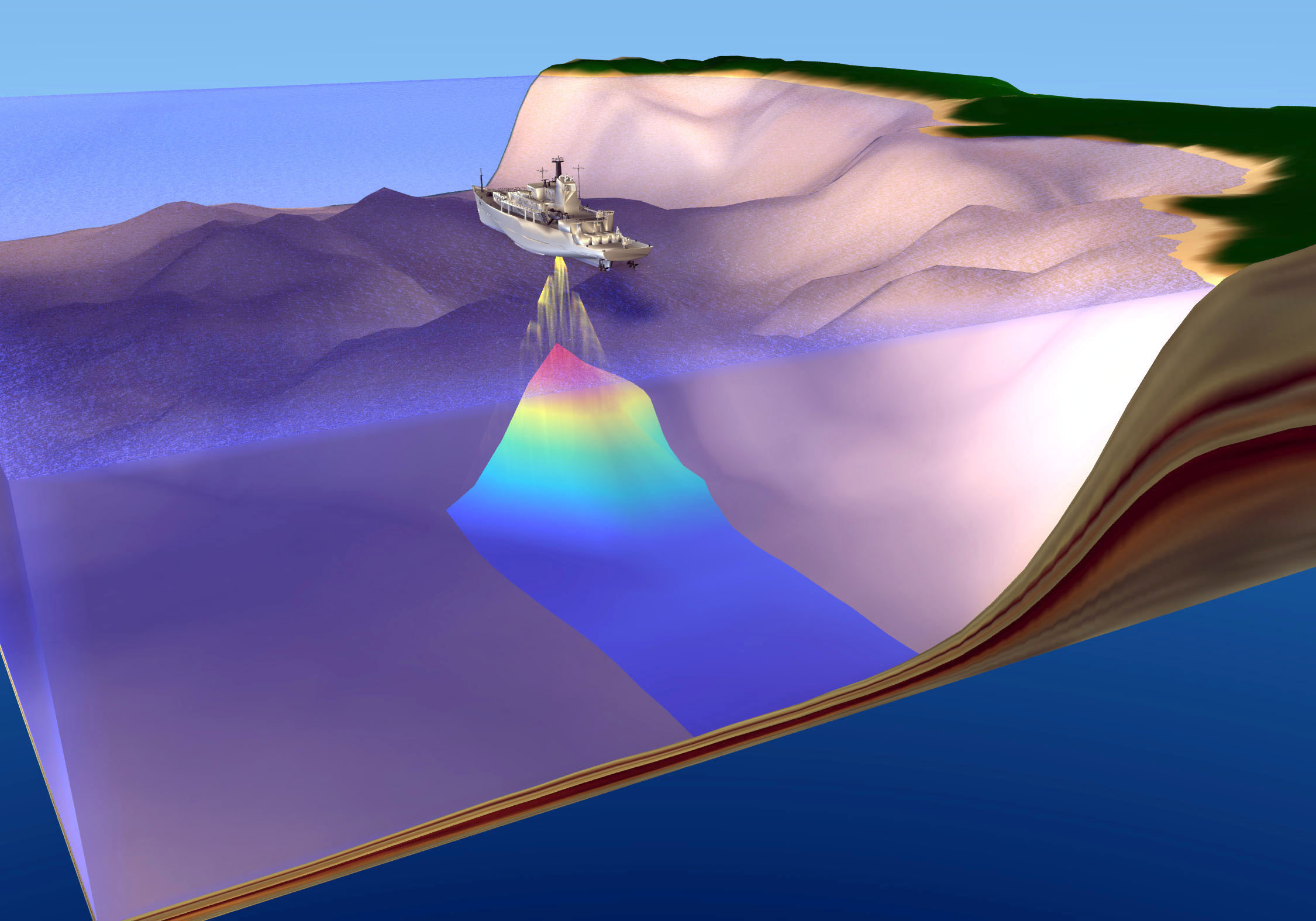
Ilustración de cómo funciona un buque hidrográfico: Buque USNU Bowditch (T-AGS 62).

Un buque hidrográfico es una embarcación especial que se utiliza para realizar estudios y mediciones hidrográficas, oceanográficas e hidrológicas de las masas de agua (mares, lagos, ríos y canales). Los resultados de estos levantamientos se utilizan para la elaboración de cartas náuticas, la señalización de vías navegables y de aguas poco profundas y la instalación de sistemas de balizamiento marítimo, tanto para fines militares como civiles. Los modernos buques hidrográficos y, de forma más general, oceanográficos, también se utilizan para realizar investigaciones científicas de los mares y océanos y para buscar depósitos submarinos de materias primas. Los buques hidrográficos son operados por los servicios hidrográficos de las armadas de los países, aunque también existen barcos hidrográficos operados por el sector privado.
El principal medio de levantamiento hidrográfico es el sondeo de profundidad, que hoy en día se realiza con ecosondas. Los buques hidrográficos, gracias al amplio equipamiento especializado del que disponen, también se utilizan para tareas científicas de carácter civil.

## Finalidad
La principal tarea de los buques hidrográficos es cartografiar el fondo marino, la zona bentónica, la columna de agua y la superficie, principalmente con fines hidrográficos, oceanográficos, de estudio de los ecosistemas marinos, de salvamento marítimo, de dragado o de arqueología marina. Se incluye la búsqueda de pecios, rocas y obstáculos, así como de otros elementos de origen antrópico, como tuberías submarinas, cables, etc. Esta labor permite cartografiar con precisión los fondos marinos y elaborar modelos digitales del terreno para diversos usos.

## Equipamiento
Por lo general, los buques topográficos modernos están equipados con uno o más de los siguientes equipos:
- Posicionamiento y registro por GPS
- Sonar monohaz
- Sonar multihaz
- Sonar de barrido lateral
- Magnetómetro remolcado
- Perfilador del fondo marino
- Draga tipo Van Veen para toma de muestras
- Sonda de conductividad, temperatura y profundidad (CTD)
- Unidad de medición inercial

## Galería

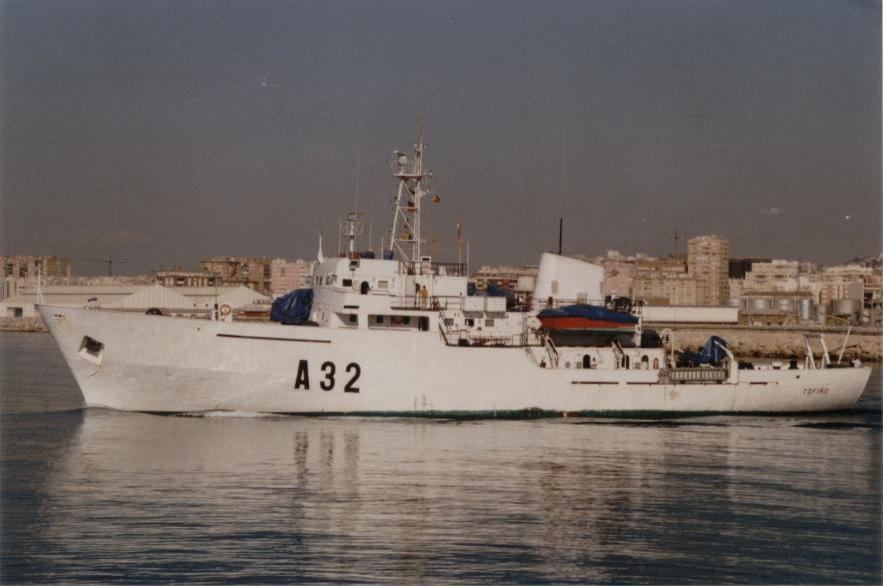
Buque hidrográfico de la Armada Española de la clase Malaspina
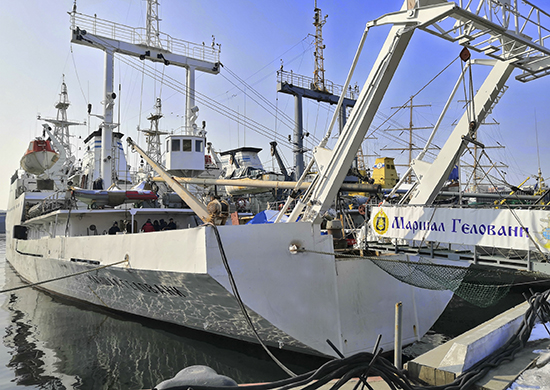
Buque hidrográfico "Mariscal Gelovani".
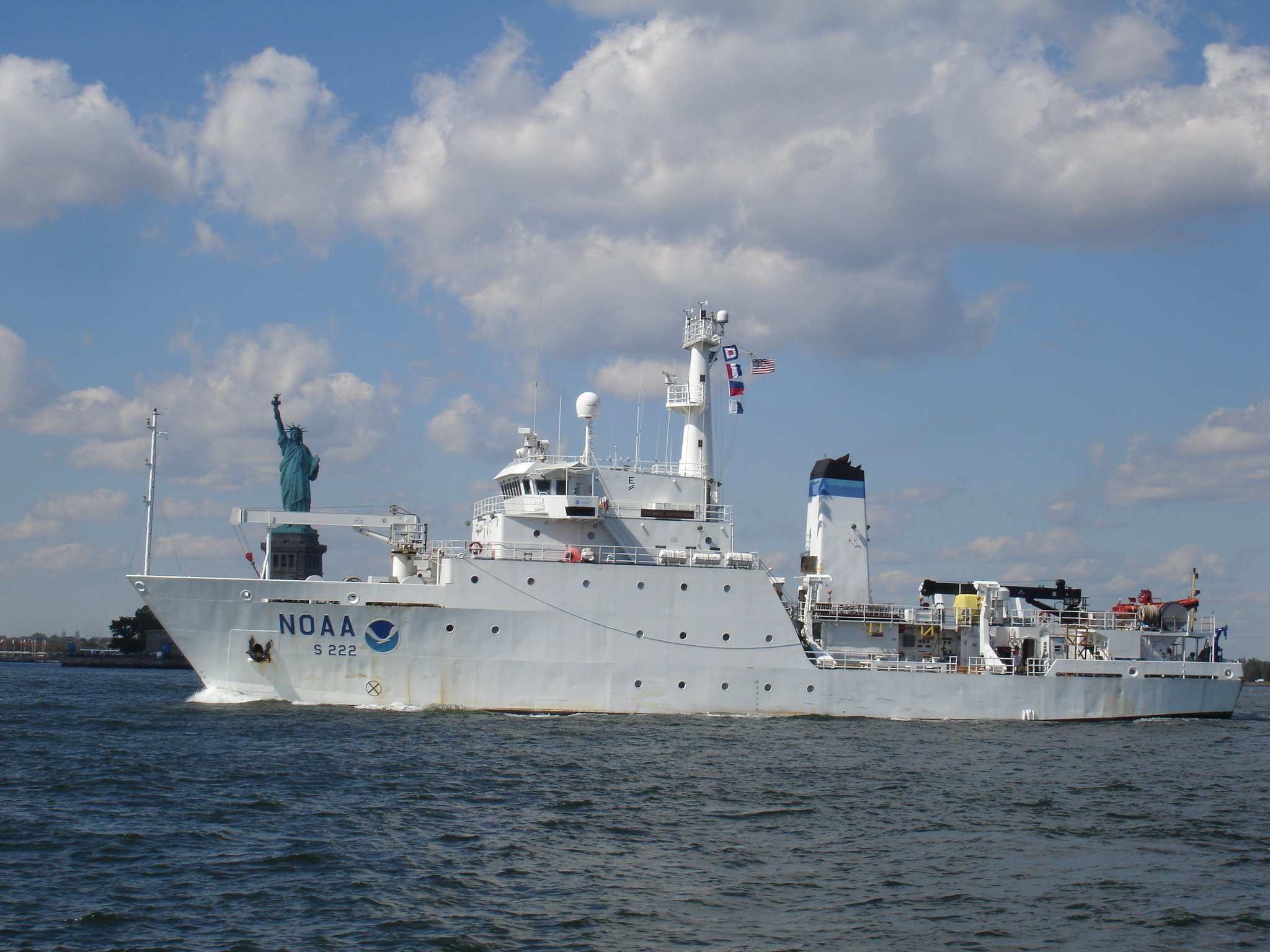
NOAAS Thomas Jefferson (S 222)
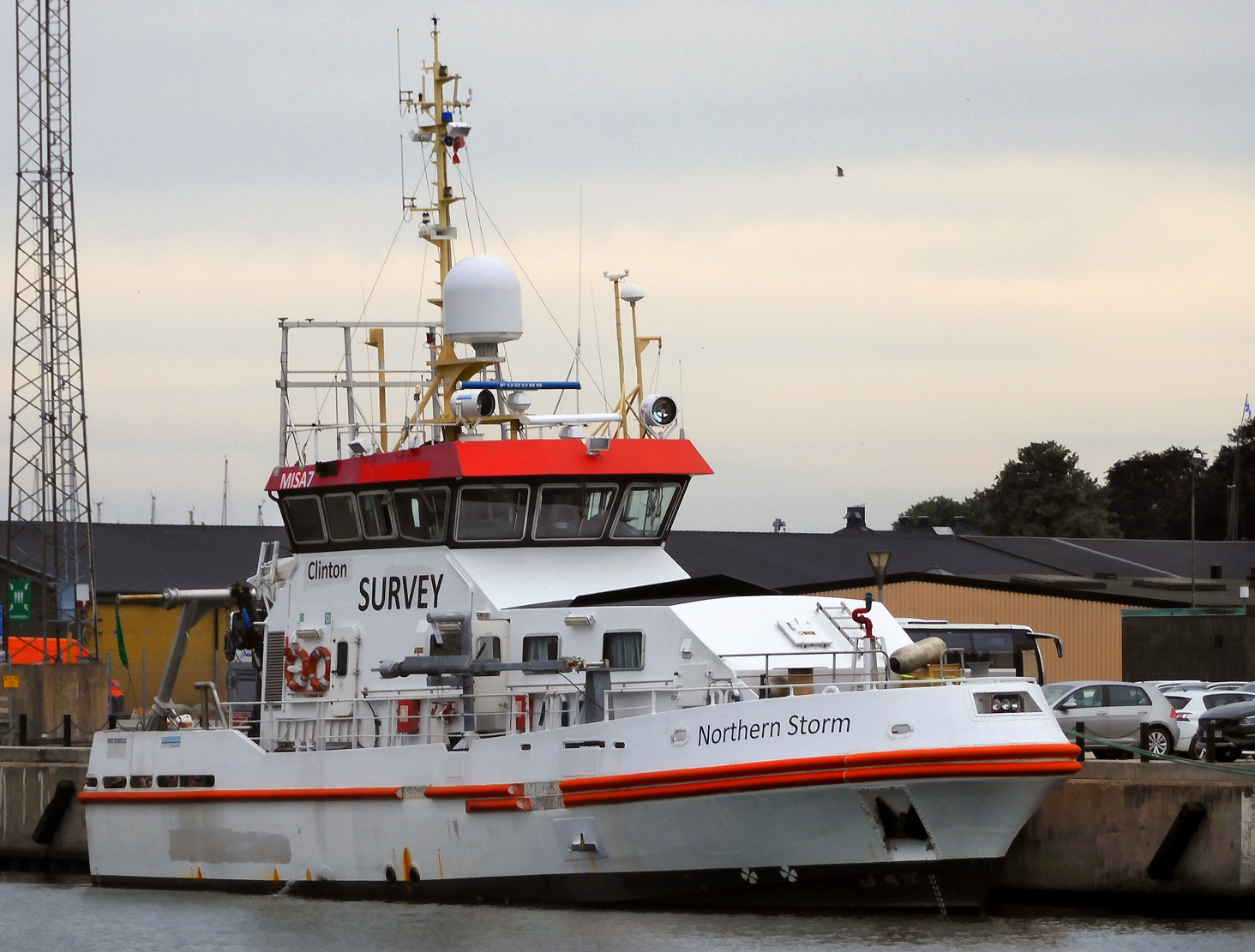
Northern Storm de Clintons en el puerto de Ystad (Suecia).
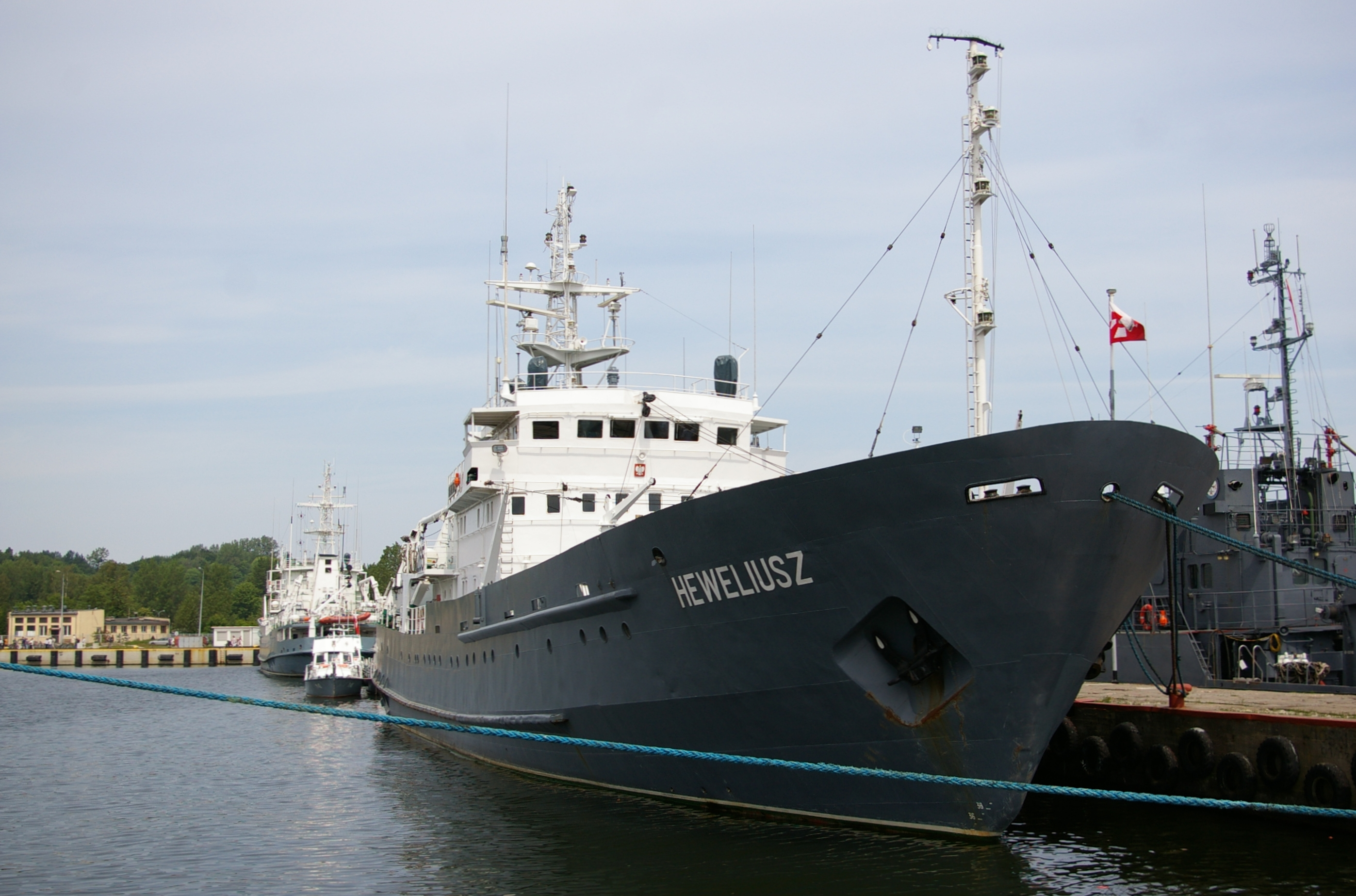
El buque hidrográfico polaco Heweliusz

- Datos: Q1303735
- Multimedia: Survey ships / Q1303735